# La Preuve (nouvelle)
Pour les articles homonymes, voir La Preuve.
La Preuve (titre original : Evidence) est une nouvelle de science-fiction d'Isaac Asimov, parue pour la première fois dans Astounding Science Fiction en septembre 1946.

## Publications

### Publications aux États-Unis
La nouvelle est publiée pour la première fois dans Astounding Science Fiction en septembre 1946.

### Publications en France
La nouvelle paraît en France en 1967 dans le recueil Les Robots sous le titre malencontreux d’Évidence, qui est un faux-ami. Les autres recueils français ayant repris cette nouvelle (Le Livre d'or de la science-fiction : Isaac Asimov et Nous les robots) l'ont titrée La Preuve.

## Résumé
Stephen Byerley est candidat à la présidence mondiale en 2044. D'étranges rumeurs courent sur lui : il ne mangerait pas, ne dormirait pas, n'aurait personne dans sa vie… ne serait-ce pas un robot ?
Susan Calvin s'intéresse à son cas. Elle découvre que Byerley, qui prétend avoir guéri d'un terrible accident à force de volonté, pourrait bien être le double robotique du vrai Byerley, désormais infirme, mais qui veut encore réaliser ses espoirs à travers lui.
La preuve ultime, cependant, ne peut être amenée que par le test des trois lois de la robotique, qu'un robot ne peut transgresser. C'est ce qui se produit lorsque, à un meeting, un homme hagard se plante face à Byerley et le met au défi de le frapper. Cela contredirait la Première Loi, qui interdit de blesser un homme, et établirait l'humanité de Byerley. Ce dernier hésite, discute, puis s'énerve devant les railleries de l'inconnu. Au paroxysme du suspense, il décoche enfin un coup de poing à son vis-à-vis devant la foule stupéfaite ! Dixit Susan Calvin, c'est donc bien un homme, la preuve en est faite.
Mais Byerley et Calvin se revoient peu après la victoire de Byerley et discutent de l'incident. Calvin confie alors à Byerley qu'elle a préféré se taire, car ce dernier fera un bon président, mais qu'il y avait bien un moyen de préserver la Première Loi : c'était de s'attaquer à un autre robot humanoïde, lui aussi créé par le véritable Byerley.

## Analyse et place dans l'œuvre
Cette nouvelle a son importance dans l'univers d'Asimov car elle voit apparaître la possibilité de l'existence d'un robot indiscernable physiquement d'un humain. L'interprétation est laissée au lecteur.